# Ricardo Mariño
Ricardo Mariño (Chivilcoy, provincia de Buenos Aires; 4 de agosto de 1956) es un escritor, periodista y guionista argentino, principalmente reconocido por sus cuentos para niños.

## Biografía
Ricardo Mariño nació el 4 de agosto del año 1956 en la ciudad de Chivilcoy, provincia de Buenos Aires.
Se desempeñó como periodista de la agencia de noticias DAN y como guionista de varios programas infantiles de televisión, así como director de la revista literaria: “Mascaró”. Fue tallerista de la Dirección Nacional del Libro (Secretaría de Cultura de la Nación) entre los años 1987 y 1989. Dirigió la revista Mascaró entre 1985 y 1988.
En 1985 comenzó también su carrera como escritor de libros para niños; destacándose en muchos de sus trabajos la escritura del tipo metaficción.
Colaboró con revistas y suplementos infantiles como Billiken, La hojita, Cordones sueltos, Humi, A-Z diez y Genios; también en suplementos dominicales de reconocidos diarios argentinos. Entre 1996 y 1997, integró el Consejo de Dirección de la revista La Mancha.
Por su trabajo obtuvo varios premios, incluyendo un Premio Casa de las Américas en 1988 por Cuentos ridículos y un Premio Konex en 1994 por su trayectoria.

## Premios y distinciones
Algunas de las distinciones que ha recibido por sus obras son:
- Primer Premio Casa de las Américas 1988.
- Mención en el concurso literario Editorial Susaeta, 1987 por el cuento El árbol de las varitas mágicas.
- Recomendación de Sacatecas internacional para la publicación de Cuentos El sapo más lindo del mundo, 1990.
- Segundo Premio Municipal por Silbidos en el cielo, 1990.
- Premio Konex 2004 y 1994 en reconocimiento al trabajo en Literatura Juvenil.
- Finalista del Concurso Latinoamericano de Literatura Juvenil de Fundalectura y Editorial Norma de Colombia, 1996.
- Recomendación de Fundalectura por Cuentos espantosos, 1996.

## Obras de literatura para niños
La siguiente lista incluye las obras más destacadas de Ricardo Mariño:
- Eulato (1985)
- El sapo más lindo del mundo  (1986)
- Botella al mar (1988)
- Cuentos Ridículos (1989)
- Cuentos del circo (1990)
- Recuerdos de Locosmos (1990)
- Cinthia Scoch y la guerra al malón (1991)
- La casa maldita (1991)
- Cuentos y cantos de amor (recopilación de cuentos y poemas) (junto a Silvia Schujer, 1995)
- El rapto (1992) Ricardo Mariño, Ediciones Quipu, Buenos Aires, 1992.
- El avión de papel (1994)
- La venganza del loro (1995)
- El disfraz de los duendes (1996)
- El libro de la risa (1997)
- El insoportable (1997)
- Perdido en la selva (1999)
- El dinosaurio Carmelito , Fofo y la sirena (2000)
- Regreso a La casa maldita (1991)
- Ojos amarillos (2001)
- La noche de los muertos (2001)
- Los demonios y otros cuentos (2001)
- Los cinco leones (2003)
- Un perro llamado Gato (2003)
- Perdido en la selva (2004)
- Desastre en la cocina (2005)
- El colectivo fantasma y otros cuentos del cementerio (2005)
- Cupido 13 (2014)

## Obras para adultos
- Silbidos en el cielo (1988)[5]